# ورنون (رپر)
ورنون (انگلیسی: Vernon؛ زادهٔ ۱۸ فوریهٔ ۱۹۹۸) خواننده اهل ایالات متحده آمریکا است.
ورنون از پدری کره ای و مادری آمریکایی_فرانسوی متولد شده و یک خواهر به نام سوفیا دارد .